# لينارت ريسبيرغ
لينارت ريسبيرغ (بالسويدية: Lennart Risberg)‏ (16 أبريل 1935 – 4 سبتمبر 2013) هو ملاكم سويدي راحل، مثّل بلاده في الألعاب الأولمبية الصيفية 1956.

## روابط خارجية
لينارت ريسبيرغ على موقع بوكس ريك (الإنجليزية) (registration required)
- لينارت ريسبيرغ على موقع أوليمبيديا (الإنجليزية)
- لينارت ريسبيرغ على موقع اللجنة الأولمبية السويدية (السويدية)